# Ріверс (Нью-Мексико)
Ріверс (англ. Rivers) — переписна місцевість (CDP) в США, в окрузі Катрон штату Нью-Мексико. Населення — 22 особи (2020).

## Географія
Ріверс розташований за координатами 33°40′29″ пн. ш. 108°46′46″ зх. д. / 33.67472° пн. ш. 108.77944° зх. д. (33.674601, -108.779364).  За даними Бюро перепису населення США в 2010 році переписна місцевість мала площу 5,81 км², з яких 5,80 км² — суходіл та 0,00 км² — водойми.

## Демографія
Згідно з переписом 2010 року, у переписній місцевості мешкало 28 осіб у 15 домогосподарствах у складі 10 родин. Густота населення становила 5 осіб/км².  Було 23 помешкання (4/км²).
Расовий склад населення:
| - 92,9 % — білих - 7,1 % — осіб інших рас |

До двох чи більше рас належало 0,0 %. Частка іспаномовних становила 28,6 % від усіх жителів.
За віковим діапазоном населення розподілялося таким чином: 7,1 % — особи молодші 18 років, 42,9 % — особи у віці 18—64 років, 50,0 % — особи у віці 65 років та старші. Медіана віку мешканця становила 65,0 року. На 100 осіб жіночої статі у переписній місцевості припадало 133,3 чоловіків;  на 100 жінок у віці від 18 років та старших — 116,7 чоловіків також старших 18 років.
Цивільне працевлаштоване населення становило 0 осіб. 